# Jiří Lipták
Jiří Lipták (n. 30 martie 1982, Brno, Cehoslovacia) este un trăgător de tir ce a reprezentat Cehia, medaliat olimpic. A participat la 3 ediții ale Jocurilor Olimpice (2012, 2020, 2024) în care a câștigat o medalie de aur.